# Bleda notatus
Bleda notatus (лат.) — вид птиц из семейства бюльбюлевых. Ранее некоторыми авторами данный вид считался конспецифичным с Bleda eximius.

## Распространение
Обитают в центральной части Африки. Живут в лесах и лесосаванне.

## Описание
Длина тела 19.5-21 см. Корона и верхняя сторона тела оливково-зелёные, нижняя сторона тела жёлтая. Самец и самка похожи, последняя в среднем мельче.

## Биология
Питаются членистоногими, пауками, небольшими лягушками, некоторыми фруктами. Миграций не совершают. В кладке два яйца (редко одно).